# Yamhad
 (avril 2021).
2004 av. J.-C. – 1595 av. J.-C.
Le Yamhad (en akkadien/amorrite : Yamḫad ; aujourd'hui moins fréquemment transcrit par Iamhad ou Yamkhad) est le nom que portait le royaume amorrite d'Alep à l'époque paléo-babylonienne (2004-1595 av. J.-C.). Il s'étendait sur une large partie de la Syrie du Nord, entre l'Euphrate et la Méditerranée.

## Histoire
Comme sa capitale, Alep (déjà nommée Halab à cette période), se situe au même endroit que la ville actuelle de même nom, il a été impossible d'atteindre des niveaux de cette période au cours de fouilles. Les renseignements sur l'histoire de ce royaume nous viennent donc de sources extérieures : Mari pour la période qui va de 1810 à 1760, et Alalakh pour les décennies qui suivent.
Dès qu'il nous est accessible par les sources textuelles, le royaume du Yamhad est l'un des plus puissants du Proche-Orient, et même sans doute le plus puissant. Le grand dieu Addu d'Alep, est la divinité principale du panthéon syrien. Les rois du Yamhad dominent les riches cités d'Emar, Ougarit, Alakhtum (Alalakh). Leurs grands rivaux sont les souverains du royaume de Qatna, situé au sud du Yamhad.
Le premier roi du Yamhad que l'on connaisse est Sumu-epukh, qui doit combattre contre le roi Ishkhi-Addu de Qatna allié à Samsi-Addu d'Ekallatum. Quand ce dernier meurt en 1775, son royaume s'effondre, et le nouveau roi d'Alep, Yarim-Lim, soutient une grande révolte contre les deux fils de Samsi-Addu. Il aide notamment Zimri-Lim à prendre le pouvoir à Mari, et gagne ainsi un allié fidèle, à qui il marie sa fille Shibtu. Son fils et successeur Hammurabi Ier ne vient cependant pas en aide à cet allié de poids quand il est vaincu par le roi Hammourabi de Babylone en 1762. Sous le règne du souverain suivant, Abbân, des membres de la famille royale d'Alep se soulèvent contre le roi, qui les vainc. Son frère Yarim-Lim, resté fidèle, est récompensé par l'octroi d'Alalakh en apanage pour lui et ses descendants, qui forment une dynastie parallèle à celle d'Alep.
La suite des rois est connue seulement par leurs noms dans les archives administratives d'Alalakh, et des incertitudes subsistent : à Abbân succède son fils Yarim-Lim (II), puis règne ensuite le fils de ce dernier, Niqmepa, puis deux fils de celui-ci, Irkabtum et Yarim-Lim (III), avec peut-être entre les deux un Hammurabi (II), et le souverain régnant au moment des attaques hittites serait un dénommé Hammurabi (III). Les faits historiques de cette période sont mal connus. On sait par les archives de Tell Leilan (Shekhna) qu'Alep étend sa domination sur les rois de la région du Triangle du Khabur. Il est possible que Qatna et Karkemish aient été soumis à leur tour.
Mais déjà l'horizon s'assombrit, car un nouvel ennemi apparaît à la fin du XVIIe siècle : les Hittites. Hattushili Ier remporte une victoire sur le royaume du Yamhad, et c'est sans doute à lui qu'il faut attribuer la destruction d'Alalakh vers 1600. En 1595, son fils Mursili Ier retourne en Syrie, et prend Alep, mettant fin au grand royaume du Yamhad. Il poursuit par la suite en abattant l'autre grand royaume amorrite, Babylone. C'est la fin de la domination amorrite sur le Proche-Orient.
Après ces grands succès, les Hittites ne réussissent pas à garder le contrôle de la Syrie. Mais Alep n'est plus en mesure de conserver son statut de grande puissance politique. Dans la période mal connue qui va de 1595 à 1450, un nouveau grand royaume s'affirme, le Mitanni. Au début du XVe siècle, le roi d'Alep, Ilim-ilim-ma, est chassé de son trône par le roi mitannien Barattarna, qui le remplace par une de ses propres créatures. L'héritier du trône aleppain, Idrimi, réussit finalement à se faire accepter par le grand roi comme souverain de la ville d'Alalakh. Mais déjà le Yamhad est une vieille histoire, et Alep n'occupera plus une place importante avant longtemps.

## Liste des rois
- Sumu-epukh (?-1781)
- Yarim-Lim Ier (1780-1765)
- Hammurabi Ier (1765-?)
- Abbân
- Yarim-Lim II (en)
- Niqmepa (en)
- Irkabtum (en)
- Hammurabi II (en) ?
- Yarim-Lim III (en)
- Hammurabi III (en) ?